# Ratuszna
Ratuszna, Ratusza (ukr. Ратуш) – wieś na Ukrainie, w obwodzie winnicki, w rejonie jampolskim.
W czasach Rzeczypospolitej wieś leżała w województwie bracławskim. Odpadła od Polski w wyniku II rozbioru.
Należała do dóbr Jałanieckich